# Muricella tenera
Muricella tenera är en korallart som beskrevs av Ridley 1884. Muricella tenera ingår i släktet Muricella och familjen Acanthogorgiidae. Inga underarter finns listade i Catalogue of Life.